# Vanessa Silva
Ana Vanessa da Cruz Silva (Lisboa, Ajuda, 5 de Outubro de 1981) é uma cantora, compositora e actriz portuguesa. Tornou-se conhecida do grande público quando participou no programa Academia de Estrelas, da TVI, onde alcançou o 3.º lugar. Antes na SIC tinha participado nos programas Chuva de Estrelas e Cantigas da Rua.
Também usou o nome Ana Vanessa, Ana Silva e Vanessa Marques. No panorama artístico é conhecida apenas pelo primeiro nome, Vanessa.
Tornou-se uma atracção musical no Teatro Maria Vitória e destacou-se no musical "O Melhor de La Féria", sendo que o próprio Filipe La Féria comentou: A Vanessa é de facto um grande valor em qualquer parte do mundo (para o Portugal no Coração da RTP1). Foi também protagonista no musical "Fame".
Fez alguns trabalhos como compositora, nomeadamente para o DJ Diego Miranda, entre as quais a canção "Speed". Tendo feito também composições para a rede Globo.
Foi cabeça de cartaz no Teatro Politeama, em Lisboa, com o papel principal de Judy Garland para a peça com o nome de "Judy Garland - O Fim do Arco-Íris", também de Filipe La Féria. A peça obteve mais de 25 mil espectadores em menos de 2 meses.
Protagoniza Amália Rodrigues em "Uma Noite em Casa de Amália", o novo musical de Filipe La Féria, que estreou a 5 de Julho (de 2012).
No Rock In Rio 2012, em Lisboa, Vanessa foi a escolhida por Bryan Adams (do público) para cantar consigo no palco a música "When You're Gone". Foi também distinguida, a 8 de Junho (2012), com o prémio "A Estatueta da Verdade", por iniciativa da Revista Eles & Elas.
Consagra-se vencedora, ao lado do seu colega FF, do programa A Tua Cara não me é Estranha Duetos ao interpretar Celine Dion, com uma canção que consiste de um dueto de esta última com Andrea Bocelli.

## Biografia
Ana Vanessa da Cruz Silva, nasceu a 5 de Outubro de 1981 na Ajuda, em Lisboa. É uma cantora e actriz de teatro, musicais e televisão portuguesa.
Começou a cantar  pela primeira vez com 6 anos de idade numa colectividade ao lado da sua residência, quando era pequena queria muito ser bailarina, ainda estudou várias modalidades, contudo acabou por seguir o mundo dos palcos mas desta feita como actriz e cantora.

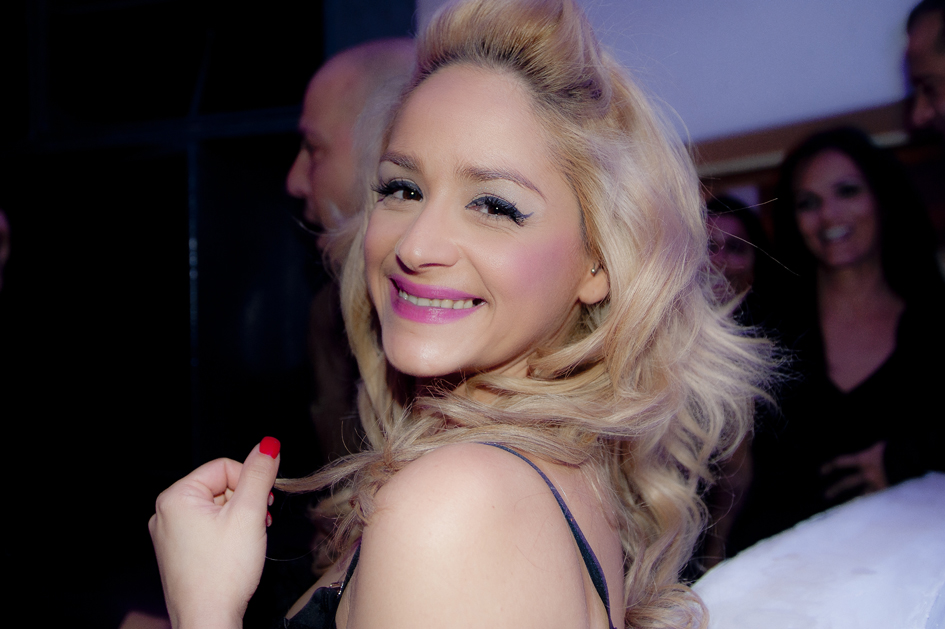
Vanessa no Portugal Night

O tio de Vanessa é fadista, e a sua avó também cantava, pelo que Vanessa sempre gostou muito de Fado. Os seus pais tiveram durante muito anos uma casa de Fados, no entanto Vanessa nunca ingressou por uma carreira como fadista, identificava-se com Fado no sentido interpretativo e sempre gostou de cantar Fado, no entanto tanto cantava fados como músicas dos ABBA ou da Mariah Carey.
Aos 15 anos já cantava em bares, já tinha participado em alguns programas, nessa altura surgiram algumas oportunidadades para representação. Vanessa não quis ingressar na área sem bases, pelo que foi estudar para Escola Profissional de Teatro de Cascais.
Durante sete ou oito  anos Vanessa actuou em três bares fixos, também com 15 anos. Quando actuava em bares, tinha uma banda, de seu nome Culto Oculto. A primeira vez onde Vanessa actuou com banda foi no  bar Chafarix. Um tempo depois deixou os bares para fazer o programa Sábado à noite.
A primeira vez que apareceu na televisão tinha 13 anos, após concorrer às audições para o programa ‘As Tardes de Domingo' de Júlio Isidro. Com 16 anos (em 1997) Vanessa concorreu ao programa ‘Reis do Estúdio', com a sua banda da altura "Culto Oculto", no ano seguinte (1998 e com 17 anos) concorre ao programa ‘Chuva de Estrelas', desta feita, a solo imitando Amanda Marshall.
Vanessa não tem formação musical, mas apesar de nunca ter estudado canto é uma cantora nata, pelo que é para muitos surpreendente como, por exemplo, afirmou Eládio Clímaco no programa "À Conversa" que em várias actuações, Vanessa consegue manter controlo sobre as notas, mantendo uma voz límpida quando canta a chorar, demonstrando uma técnica profissional.

## Carreira
Tornou-se reconhecida nacionalmente quando participou no programa "Academia de Estrelas" (2002), da TVI, onde cantou temas como "Pure Shores" das All Saints; "Gabriel" dos Lamb e "Papel Principal" de Adelaide Ferreira com quem dividiu o palco. Alcançou o 3º lugar logo depois de Lilia e Mané (o vencedor).
Após o sucesso neste programa Vanessa assinou contrato com a editora Vidisco. Gravou um disco que não chegou a ser editado. Os vários temas gravados foram utilizados em bandas sonoras de novelas como "Mistura Fina" onde cantava a tema genérico "Mistura Fina", "New Wave" onde cantava "Out Of Here", "So Lost" e "Waste of Time" e Celebridade onde cantava "Only Me".

"Há sempre muitos interesses: os filhos…os enteados… e eu não nasci para ser enteada, de facto não…"

Vanessa Silva, em relação ao facto de ainda não ter lançado nenhum albúm.

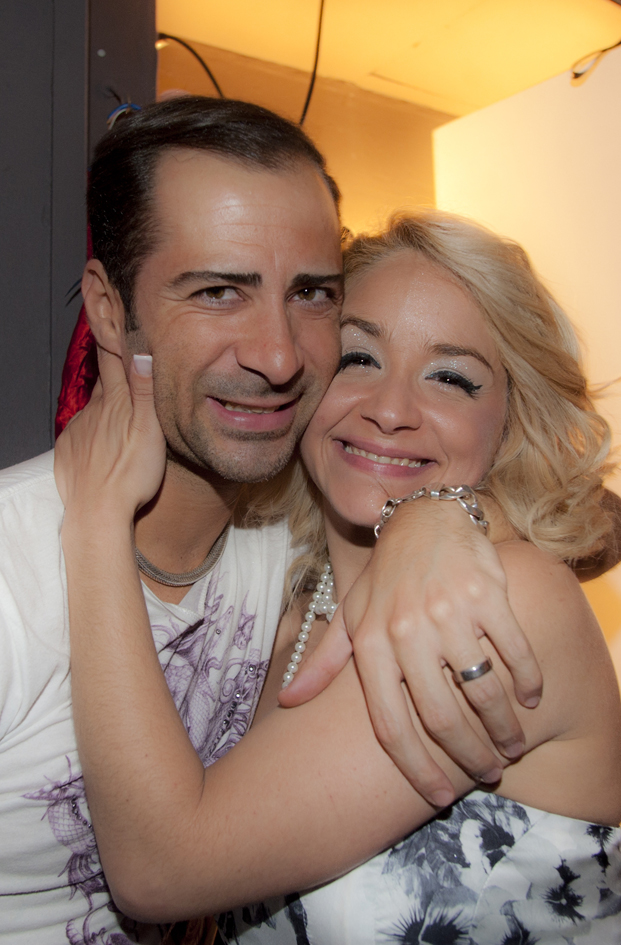
Vanessa ao lado do DJ Diego Miranda

Em Novembro de 2004 venceu um concurso internacional chamado "Anastacia Idol", tendo como prémio o privilégio e a oportunidade de actuar lado a lado com Anastacia no Pavilhão Atlântico e participado no videoclipe do tema "Heavy on My Heart".
Chegou a uma altura em que estava cansada de cantar e como as oportunidades no meio não eram muitas tirou um curso de maquilhadora.
De Outubro de 2008 a Janeiro de 2009 foi protagonista no musical Fame, com exibições no Teatro Tivoli (Lisboa) e no Teatro da Avenida (Porto).

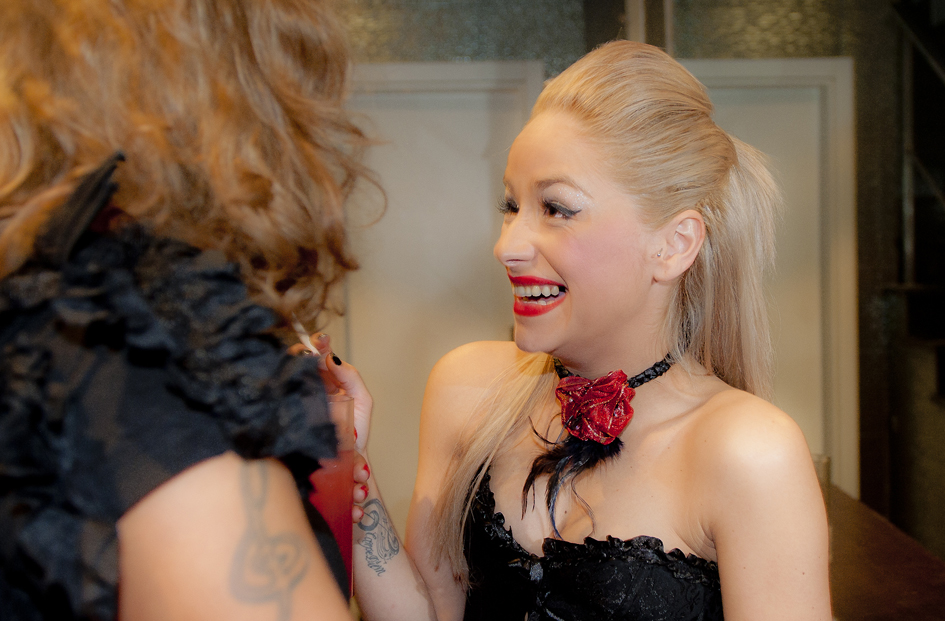
Vanessa após uma das suas performances

Entre Março e Maio de 2008 foi uma das protagonistas na revista à portuguesa "É o Fim da Macacada", que esteve em digressão pelos Estados Unidos da América.
Participou três vezes no Festival RTP da Canção. Em 2007 juntamente com Henrique Feist, com o tema "Além do sonho", música de Nuno Feist e letra de Nuno Marques da Silva, obtendo então o 3º lugar. No ano seguinte (2008) participou a solo, o autor da música e da letra foram os mesmo de "Além do sonho", e nesse ano deram vida à balada fortíssima "Do outro lado da vida" (ficando em 7º lugar). E em 2010 foi finalista no Festival RTP da Canção com o tema "Alvorada" da autoria também de Nuno Feist e Nuno Marques da Silva, classificando-se na terceira posição, atrás de Catarina Pereira (Canta por Mim), segunda classificada, e da vencedora Filipa Azevedo (Há Dias Assim).
Vanessa foi atracção nacional no Teatro Maria Vitória do Parque Mayer, na revista "Agarra Que é Honesto" (de 2009 a 2010). Foi 2ª figura da revista "Vai de Em@il a Pior" (de 2010 a 2011), que esteve em cena também no Teatro Maria Vitória.
Entre Outubro e Novembro (de 2011), esteve no musical de Filipe La Féria, intitulado "O Melhor de La Féria". Vanessa deixou este musical no fim de Novembro para abraçar um novo projecto (também das produções de Filipa La Féria), desta feita como protagonista, a cantora/actriz dá vida a "Judy Garland", na peça "Judy Garland - O Fim do Arco-Íris" a peça estreou em Janeiro (2012) e terminou, 5 meses depois, em Maio (de 2012).
Vanessa tem mais um grande papel, também nas produções de Filipe La Féria, Vanessa é Amália, no musical "Uma Noite em Casa de Amália".
Faz também (em Outubro de 2012) uma participação especial no musical "Peter Pan", das produções La Féria, onde interpreta (em vídeo) a personagem "Sininho".
No dia 6 de Novembro de 2012 Vanessa estreou no Auditório da Biblioteca Municipal Orlando Ribeiro um novo projecto chamado Circo CONTEMPORÂNEO DE LISBOA que propõe um mergulho artístico nas possíveis condições que nos sustentam, traduzindo-as em representações de novo circo unindo a acrobacia aérea ao movimento do corpo, a voz ao audiovisual, a música à performance.
Em Junho de 2013, Vanessa estreia mais uma peça no Teatro Politeama, desta feita, "Grande Revista à Portuguesa", onde tem guardados para si grandes números, tal como referenciou Filipe La Féria.

## Teatro e musicais

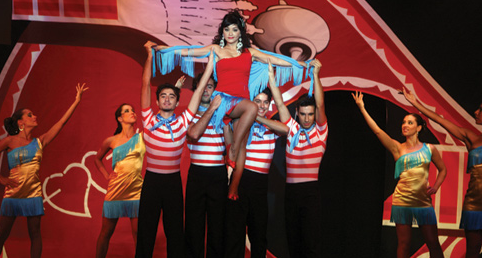
Vanessa na revista Agarra que é Honesto

Entre o ano 2002 e 2003 Vanessa esteve envolvida no projecto "Esta Vida é uma Cantiga", para o encerramento do Parque Mayer e, mais tarde, para o Teatro S. Luíz.
Este espectáculo foi dirigido por Henrique Feist e faziam parte do elenco Lucília São Lourenço, Wanda Stuart e participações especiais de Fernanda Baptista, Anita Guerreiro e o maestro Nuno Feist.
De Outubro de 2008 a Janeiro de 2009 foi protagonista no musical Fame, em exibição no Teatro Tivoli (Lisboa) e no Teatro da Avenida (Porto).
Entre Março e Maio de 2008 foi uma das protagonistas na revista à portuguesa "É o Fim da Macacada", que esteve em digressão pelos Estados Unidos da América.
Em fevereiro de 2008 participou no High School Musical no Teatro Tivoli, um musical da Famous Produções e do Disney Channel.
Vanessa foi atracção nacional no Teatro Maria Vitória do Parque Mayer, na revista "Agarra Que é Honesto" (2010), tendo entrado como cantora. Foi 2ª figura da revista "Vai de Em@il a Pior" (2010), que esteve em cena também no Teatro Maria Vitória, com direcção de Francisco Nicholson.
Em "Vai de Em@il a Pior", Vanessa interpreta dois dos grandes momentos da peça, num deles interpreta uma criança de rua que emociona o público.

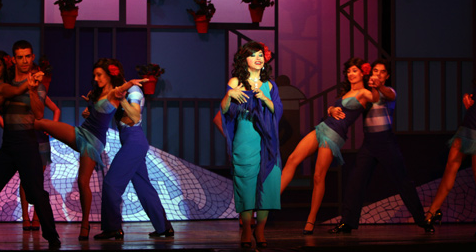
Vanessa na Revista Vai de Em@il a pior

A 29 de Agosto de 2010, foi uma dos protagonistas de "A Magia dos musicais", uma peça criada para as festas da freguesia de Santo António dos Cavaleiros desse ano, onde foram recriadas parte de grandes peças como Cabaret e Les Miserables.
Em 2011, tomou parte no Espectáculo Gay Divas, uma inovação ao teatro musical português, tratando-se de um espectáculo coreografado por Marco De Camillis para o Arraial Pride, um evento da responsabilidade da associação ILGA. Vanessa interpreta o número musical de Marilyn Monroe, temas de Simone de Oliveira, temas de Beyoncé e de outros artistas de renome portugueses e estrangeiros.
Em 2012, toma parte no elenco de O Melhor de La Féria e protagoniza Judy Garland - O Fim do Arco-Íris .
Nos dias 15 e 22 de Maio (de 2012), Vanessa ao lado de Henrique Feist, F.F. e Eva Santiago dão voz ao espectáculo "Grandes Musicais", onde interpretam grandes musicais como "Os Miseráveis", "Chess", "O Fantasma da Ópera" e "Miss Saigon". O espectáculo tem direção cénica de Henrique Feist e direção musical de Jorge Camacho, e decorre no Cinema da Academia Almadense e no Cinema São Jorge, em Lisboa.
Vanessa protagoniza Amália Rodrigues, no musical de Filipe La Féria 'Uma Noite em Casa de Amália', que estreou a 5 de Julho de 2012.
Em Junho de 2013, Vanessa faz parte do elenco da "Grande Revista à Portuguesa", no Teatro Politeama.

### O Melhor de La Féria

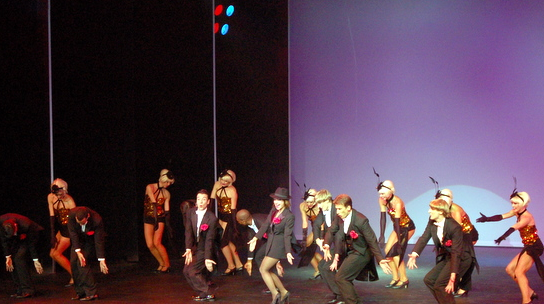
Vanessa em "O Melhor de La Féria"

Entre Outubro e Novembro (de 2011), esteve no musical de Filipe La Féria, intitulado "O Melhor de La Féria" em exibição no Casino do Estoril no Salão Preto e Prata. Filipe la Féria não poupou elogios ao trabalho de vanessa, convidando-a como actriz principal no seu novo musical Judy Garland|O Fim do Arco-íris. O Melhor de La Féria é uma viagem às memoráveis obras-primas de Filipe La Féria. Uma das relevantes interpretações de Vanessa em O Melhor de La Féria foi, na revisitação do musical "Maldita Cocaína", a sua interpretação da "Canção da Raquel".
Vanessa deixou o musical O Melhor de la Féria no fim de Novembro para abraçar este novo projecto, desta vez como protagonista, a cantora/actriz dá vida a "Judy Garland", na peça "Judy Garland - O Fim do Arco-Íris" a estreia deste espectáculo realizou-se no dia 26 de Janeiro de 2012.

### Judy Garland - O Fim do Arco-íris

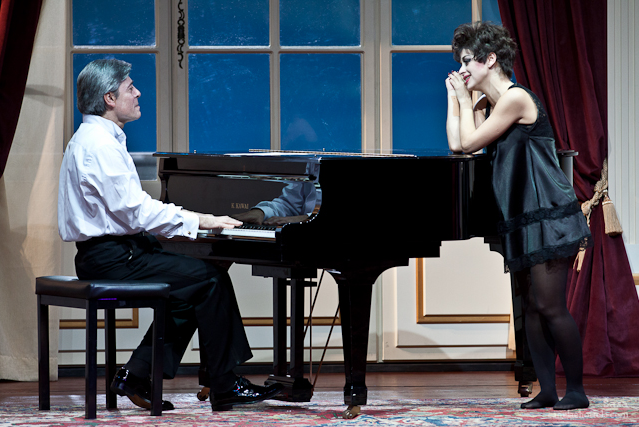
Vanessa e Carlos Quintas na cena em que Judy interpreta o tema "Smile" para Anthony

Filipe La Féria apostou na Vanessa, para o dificílimo papel de Judy Garland naquele que foi considerado pelo Times como o melhor musical de sempre, referindo-se ao musical: Judy Garland - O Fim do Arco-Íris. Vanessa supreende numa personagem de intensa exigência, de personalidade profunda e complexa, no papel de Judy Garland, um desempeho que valeu à actriz inglesa Tracie Bennett os maiores prémios do teatro britânico.
A cantora/actriz destaca-se em mais uma das produções de La Féria, já conhecida como cantora, Vanessa dá uma lição de representação a quem se senta nas cadeiras do Politeama, tendo sido considerada a grande Judy Garland portuguesa. Ao contrário das usuais produções de Filipe La Féria, esta peça limita-se a três cenários, três actores, e uma orquestra, onde a peça se resume a duas únicas palavras: Vanessa Silva.
A peça é coreografada por Inna Lisniak, a direcção vocal é de Dale Chappell, e a direcção de guarda roupa é de Laurinda Farmhouse. Judy Garland | O Fim do arco-íris que estreou em Portugal antes de estrear na Broadway em Nova Iorque, atingiu mais de 25 mil espectadores em menos de 2 meses. A peça saiu de cena a 13 de Maio de 2012.

#### Recepção crítica
Vanessa deixou o Politeama rendido ao seu talento. Foi brindada por diversas vezes com "Bravo!" e aplaudida de pé pela plateia durante a estreia. Foi também distinguida, a 8 de Junho, com o prémio "A Estatueta da Verdade", por iniciativa da Revista Eles & Elas, em grande parte devido à sua actuação como Judy Garland. Recebeu inclusive ovações do público nas várias exibições assim como críticas muito positivas, tais como:
- | “ | A grande estrela da noite é sem sobra de dúvida, Vanessa, no papel de Judy Garland. Dona de uma voz poderosa, Vanessa impressiona com interpretações tão boas como as da própria Judy Garland. Mas com se isso não chegasse, é ainda uma excelente actriz com um óptimo comedic-timing. Vanessa é a grande responsável por arrancar gargalhadas avassaladoras ao público. | ” |
|   | — David Baptista da Silva. |   |

- | “ | Grande espetáculo no Politeama e magistral interpretação do papel de Judy garland pela cantora/atriz Vanessa (…) Vanessa é jovem, bonita, talentosa e, por isso vai, de certeza ter um futuro no teatro em Portugal. A noite da estreia no Politeama foi o primeiro passo. No Politeama nasceu uma estrela. Parabéns! | ” |
|   | — Ruy Castelar. |   |

- | “ | A Vanessa é magistral neste espetáculo. Ela é maravilhosa enquanto cantora e, enquanto atriz, é uma grande revelação. Esta é das melhores interpretações do Carlos Quintas, o Hugo Rendas também está muito bem, mas a Vanessa é este espetáculo. Ela é a grande surpresa. | ” |
|   | — João Baião. |   |

- | “ | Não vou contar o espectáculo – o Filipe matava-me! – mas esta interpretação da Vanessa Silva é não só irrepreensível mas deslumbrante. Dificilmente haveria melhor…E agora pergunto eu: Que país é este que demora tanto tempo a reconhecer os seus talentos??? (…) | ” |
|   | — Maria[carece de fontes?]. |   |

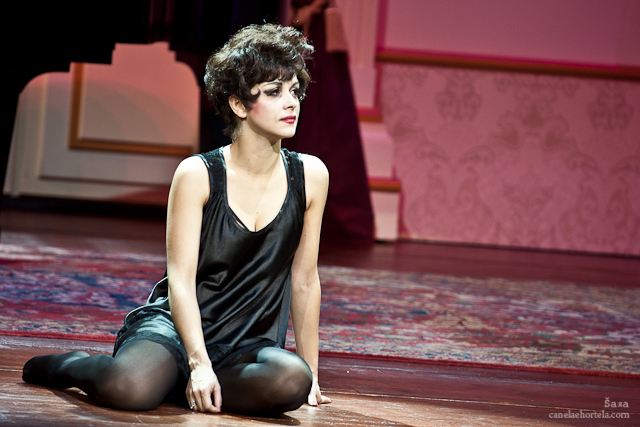
Vanessa na cena em que Judy interpreta o tema "Somewhere Over the Rainbow"

Destacando-se na constante mudança de humor da sua personagem, ora ri, ora chora, ora grita, numa autêntica viagem entre a máxima euforia e a trágica tristeza e a par do seu poder vocal, Vanessa tem deixado o público muito agradado dado que a cantora/actriz consegue mudar facilmente o registo de comédia para drama e vice-versa, uma caracerística que Vanessa afirma com grande humildade que “não é treinado, apenas sai naturalmente”.
Esquecida por muitos, relembrada por outros tantos, poucos foram aqueles que não ficaram com a voz de Vanessa na memória. No final da ante-estreia do espetáculo La Féria terminou o seu discurso da seguinte forma: “Viva o Teatro! Viva Portugal! E Viva a Vanessa!”
Após a exibição da peça, a própria Vanessa comentou o seu papel como Judy Garland, tendo afirmado que havia sido um processo difícil e cansativo e que inicialmente não sabia se era ou não capaz de representar o papel, comentou também que o talento e sucesso que se revelou no fim se deveu a muito trabalho e dedicação àquele que foi considerado um dos melhores espetáculos de Filipe la Féria:
| “ | Emociono-me sempre! Sou tão fã da Judy que me é difícil tentar explicar a mágoa que ela tinha e abstrair-me disso (…) Fui muito acarinhada pelo público e não estava à espera nem de metade. | ” |
|   | — Vanessa Silva , Caras. |   |

### Uma Noite Em Casa de Amália

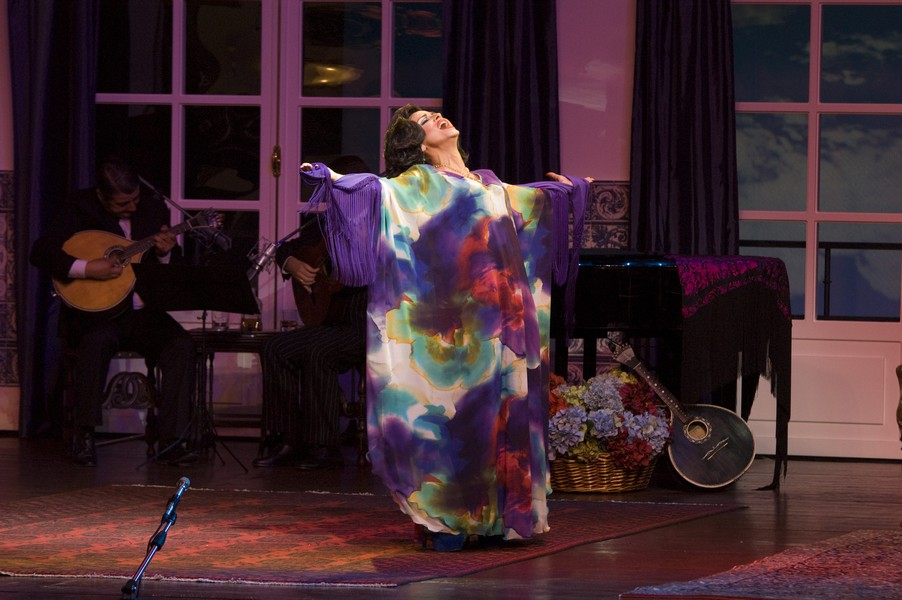
Vanessa em Uma Noite Em Casa de Amália

Após Judy Garland, O Fim do Arco-Íris, Filipe La Féria voltou a apostar na Vanessa para o seu novo musical "Uma Noite em Casa de Amália". Vanessa interpreta Amália Rodrigues, mais uma vez como protagonista. "Uma Noite em Casa de Amália" retrata uma das tertúlias que Amália realizou em sua casa.
A peça retrata uma noite de inverno nos alvores do marcelismo e antes do 25 de Abril, aquando de uma das tertúlias que Amália realizava em sua casa onde recebia intelectuais maioritariamente opositores do Estado Novo. Mais concretamente a tertúlia remete para Dezembro de 1968 quando Vinicius de Moraes parte para Roma onde irá passar o Natal e nessa noite Amália organiza uma pequena festa de despedida.
Como afirmava Vinicius de Moraes "a vida é a arte do encontro" e no palco vamos encontrarmo-nos com Amália Rodrigues (interpretada por Vanessa), Vinicius de Moraes (Marcos de Góis), Natália Correia (Paula Fonseca), Ary dos Santos (Ricardo Castro), David Mourão Ferreira (Nuno Guerreiro), Alain Oulman (Hugo Rendas), Maluda (Cláudia Soares) e ainda participações de Rui Andrade como militar, Pedro Martinho como o técnico de som da Valentim de Carvalho, Hugo Ribeiro, e Rosa Areia como Casimira, a empregada e confidente de Amália.
A peça Uma Noite Em Casa de Amália já recebeu convites para ser apresentada no Brasil, sendo que só estreou no Teatro Politeama a 5 de Julho de 2012.

#### Recepção crítica
A recepção crítica da peça foi positiva, Vanessa encantou todos os presentes na estreia ao representar e interpretar 32 temas de Amália Rodrigues. Segundo a crítica canta extraordinariamente do princípio ao fim, sendo que o público se emocionou várias vezes. Vanessa transporta-nos para um momento onde se exaltam o drama, as gargalhadas, a música e as lágrimas, tendo sido considerada, por alguns, uma das suas melhores interpretações. Ivan Lins, que foi assistir à peça considerou Vanessa "uma grande cantora-actriz em qualquer parte do mundo" e aplaudiu de pé Uma Noite em Casa de Amália tendo afirmando que “é uma obrigação
de Portugal apresentar este espectáculo no Brasil”. Apresentam-se abaixo outras das críticas:

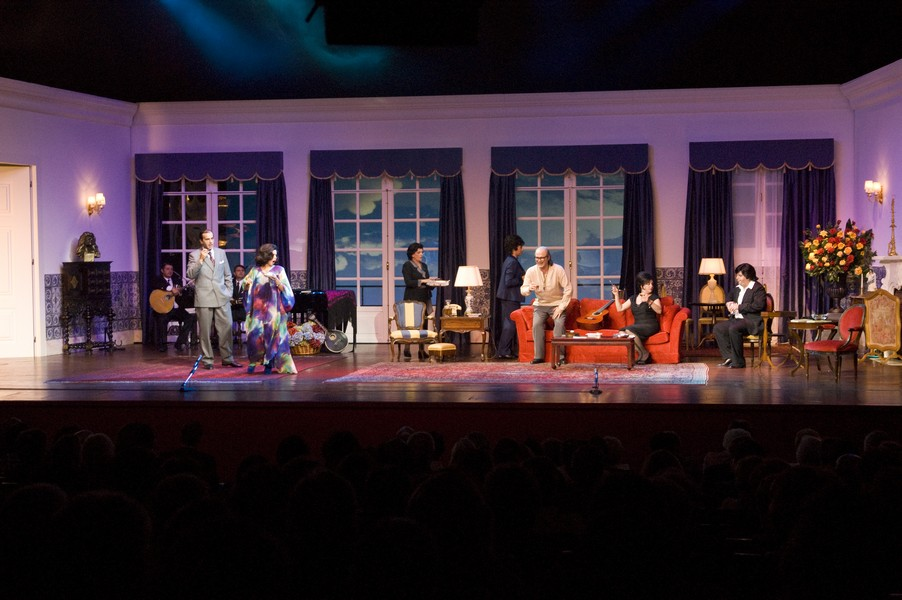
Uma Noite em Casa de Amália

- | “ | Vanessa está sublime, quer na representação, quer na interpretação dos temas de Amália, permanentemente em palco a cantora e atriz demonstra, uma vez mais, que é um dos grandes valores deste país. | ” |
|   | — Carlos Portelo. |   |

- | “ | Eu estou muito contente e ao mesmo tempo um pouco emocionado também por poder ver uma amiga minha, que é a Vanessa, a fazer uma personagem tão mítica quanto é a Amália. | ” |
|   | — FF. |   |

- | “ | A vanessa também é uma grande artista e também tem uma grande alma, ela dá-se por inteira no palco e é por isso que eu lhe dou essas grandes oportunidades, porque ela (…) ou doente ou mal disposta (…) dá tudo o que tem. | ” |
|   | — Filipe La Féria. |   |

### Grande Revista à Portuguesa
A Grande Revista à Portuguesa teve a sua 1ª exibição no dia 21 de Junho (2013) e estreou no dia 27 de Junho (2013).
A Grande Revista à Portuguesa tem como principais intérpretes os populares atores João Baião, Marina Mota, Vanessa, Maria Vieira, Ricardo Castro, Rui Andrade, Filipe Albuquerque, Patricia Resende, Adriana Faria, Bruna Andrade, à frente de um grande elenco de atores, cantores, bailarinos e acrobatas.
“A Grande Revista à Portuguesa” é uma mega-produção que homenageará o género mais genuíno do nosso Teatro num espetáculo que revisitará o humor e a arte de ser português. Contando com um texto original de La Féria e figurinos de Costa Reis, convidará os espetadores a uma viagem ao Portugal de hoje com todos os seus “heróis”, fantasmas e hilariantes situações e equívocos, proporcionando uma noite de gargalhadas num país deprimido e em crise.
Rir das nossas tragédias, rir de nós mesmos num espetáculo sofisticado, digno dos maiores palcos do mundo, interpretado por grandes artistas e que recorre aos mais sofisticados meios tecnológicos de vídeo em leds.
“A Grande Revista à Portuguesa” será um espetáculo histórico que marcará uma nova fase no Teatro para o grande público sob a direção, a arte e o engenho de Filipe La Féria.
Este espectáculo foi nomeado para "Melhor Peça/Espectáculo", da XIX edição dos Globos de Ouro.

### Circo Contemporâneo de Lisboa
É no dia 6 de Novembro (2012), no Auditório da Biblioteca Municipal Orlando Ribeiro, em Telheiras, que Vanessa se estreia num novo projecto: o Circo Contemporâneo de Lisboa. O Circo Contemporâneo de Lisboa nasce com direcção artística de Jocka Carvalho e Tiago F. Martins.
O projecto apresenta-se como um mergulho artístico em representações de Novo Circo, apostando na fusão das mais variadas linguagens cénicas e artísticas ao unir a performance aérea ao movimento do corpo, a voz ao audiovisual e a música à representação. O projecto envolve a experiência nacional e internacional de uma equipa de profissionais, sendo estes Vanessa Silva, Jocka Carvalho, Raquel Narciso, Tiago F. Martins, Michael Camilleri e Telma Pinto. "ADITTIO" é o nome do primeiro espectáculo que o circo apresentou.
Este projecto diferencia-se por agregar e integrar identidades distintas, sejam elas individuais ou colectivas investindo no desenvolvimento de produções de assinatura própria projectadas com o objectivo de promover e celebrar o novo circo de produção nacional, os seus artistas e a cultura portuguesa.
"Adittio", o primeiro espectáculo apresentado, surge como uma viagem ao íntimo de cada uma das personagens representadas através da forma de como estas observam a sua própria condição de observadores, oferecendo ao espectador a hipótese de também o ser.

### 74.14 - 40 anos de Liberdade
Em 2014 celebram–se 40 anos de "liberdade".
Há quarenta anos entrámos em democracia, 40 anos desde o 25 de Abril.
74.14 é um espectáculo que visa celebrar estes últimos 40 anos através da música que neles mais êxito tiveram. Os maiores êxitos musicais desde 1974 até hoje. As canções que mais cantámos, trauteámos, escutámos, dançámos. Desde a música portuguesa até à música brasileira, inglesa, norte americana, francesa, italiana, espanhola e africana.
José Cid, Carlos do Carmo, Sérgio Godinho, Tonicha, Marco Paulo, Duo Ouro Negro, Paulo de Carvalho, Salada de Frutas, UHF, Taxi, Doce, Trovante, Jorge Palma, Rui Veloso, Xutos, Paulo Gonzo, Carlos Paião, MadreDeus, Maria Bethânia, Roberto Carlos, Gal Costa, Elis Regina, Rita Lee, Chico Buarque, Caetano Veloso, ABBA, Supertramp, Madonna, Tina Turner, Michael Jackson, Elton John, Whitney Houston…enfim tantos e tantos.
Ao som de quantas canções destes últimos quarenta anos é que já dançámos, já rimos, já chorámos, já namorámos…74.14 põe essas memórias todas em dia! Afinal, o que seria destes últimos quarenta anos sem música?
Um espectáculo de Henrique Feist com direcção musical de Nuno Feist, que estará no Coliseu de Lisboa, nos dias 27,28 e 29 de Junho.
No elenco estão Vanessa Silva, Henrique Feist, FF, Lúcia Moniz, Rui Andrade e Suzy.

### Auto da Barca do Inferno e Auto da Índia (de Gil Vicente)
O Auto da Barca do Inferno e Auto da India de Gil Vicente, são uma sátira impiedosa à sociedade portuguesa do século XVI, com uma grande actualidade, quer no texto quer na leitura das personagens.
Um retrato da humanidade que se mantém vivo, com críticas que não poupam ninguém... se ontem foram fidalgos, padres ou magistrados mas também sapateiros e ladrões, hoje podemos encontrar no texto paralelismos aos temas do nosso quotidiano.
Carlos Avilez retoma estes textos, estreados pelo TEC no Dia de Portugal na Expo70 em Osaka, no Japão, numa nova versão musical, acessível a todas as idades.
Uma reflexão sobre a contemporaneidade de temas como a Igreja, o tráfico humano, a corrupção, o desemprego, a pobreza, a injustiça social sustentando a universalidade da obra de Gil Vicente.
encenação Carlos Avilez
cenografia | figurinos Fernando Alvarez
música original Hugo Neves Reis e Pedro F. Sousa
coreografia Natasha Tchitcherova
desenho de esgrima Eugénio Roque
Interpretação António Marques | Bruno Bernardo | David Esteves | Fernanda Neves | Filipe Abreu | Gonçalo Romão | João Cachola | Luiz Rizo | Raquel Oliveira | Sérgio Silva | Teresa Côrte-Real e Vanessa
Um espectáculo em cena de 13 de Novembro a 27 de Dezembro (2014).

### A Noite das Mil Estrelas
A NOITE DAS MIL ESTRELAS conta a história do Casino Estoril dos anos trinta à actualidade, revisitando a História de Portugal do século XX aos nossos dias, no maior musical apresentado no nosso pais, onde se homenageia as grandes estrelas que subiram ao palco do Casino Estoril com as suas músicas, lendas e glamour como Amália, Elis Regina, Charles Aznavour, Júlio Iglésias, Liza Minnelli, entre mais de uma centena de personalidades que marcaram para sempre a nossa memória. Desde as míticas princesas Grace Kelly, Margaret de Inglaterra, de Soraya do Irão, às mais altas personalidades da cultura universal como Jorge Amado ou Salvador Dali, todas elas fazem parte da história do maior Casino da Europa e todas estarão em cena nesta NOITE DAS MIL ESTRELAS.
Com figurinos de José Costa Reis, La Féria contou no elenco com: VANESSA,  Alexandra, Gonçalo Salgueiro, Pedro Bargado, Dora, Rui Andrade, Cláudia Soares, David Ripado, João Frizza, Catarina Mouro, além dos acrobatas Mónica, Bruno e Miguel, que actuam neste espectáculo de múltiplas linguagens como o musical, o bailado, o circo, a magia, o vídeo e as modernas tecnologias que transformarão esta “A NOITE DAS MIL ESTRELAS” num espectáculo inolvidável e imperdível. Um acontecimento único no panorama artístico em Portugal.
Vanessa abandonou o espectáculo mais cedo, no dia 17 de Outubro (2015), para ser protagonista de dois musicais em navios da companhia Royal Caribbean Cruises.

### Let The Sunshine In
Há quem lhes chame "baby boomers". Essa geração dos anos 60, os anos que mudaram e moldaram o mundo. Foi na música que os anos 60 encontraram a sua maior expressão. Cantava-se de tudo, sobre tudo e às vezes contra tudo...
Um espectáculo cheio de bom gosto, onde podemos perceber que não é preciso ter grandes artificies em palco para assistirmos a uma boa produção, porque quando temos qualidade vocal tudo se torna perfeito.
Este espectáculo de Henrique Feist trouxe o tão aguardado regresso da Vanessa aos palcos portugueses, após dois anos de ausência.
Do elenco faziam parte além de Vanessa e Henrique Feist, Daniel Galvão, Diogo Leite e Valter Mira. A direção musical ficou a cargo de Nuno Feist.
Esteve em cena no Auditório do Casino Estoril entre os dias 12 de julho e 14 de outubro de 2017.

### Show Pecado
Durante cerca de 60 minutos, o palco do Salão Caffé do Casino da Figueira recebia toda a sensualidade de um musical dançado que carrega consigo desafios e seduções, num constante ato provocatório.
A banda sonora, forte e actual, convidou nomes como Laurie Anderson, Madonna, Piazzolla, entre outros, e adicionou-lhe, ao vivo, duas jovens vozes da canção – Rui Andrade (até 11 de agosto) e Vanessa Silva (de 14 a 31 de agosto 2019).
Inspirado em diversos musicais da Broadway e outros musicais internacionais, “Pecado” foi um desafio à imaginação da sueca Cecília Carneby e da britânica Amy Ruffell, que assinaram a autoria das coreografias.
Depois de Let The Sunshine In em 2017, Vanessa não tinha voltado a atuar em Portugal e regressou neste espetáculo.
O Casino Figueira convidou Vanessa para integrar o Show Pecado, com duração de 60 minutos, no palco Salão Caffé, a banda sonora, será feita com nomes como Laurie Anderson, Madonna, Piazzolla.

### Espero Por Ti no Politeama
Filipe La Féria preparou um grande espetáculo de Revista para divertir, emocionar e dar força, coragem, esperança e alegria e permite passar uma noite ou uma tarde inesquecível e divertida.
Num espetáculo de Revista moderna e alegre, onde toda a atualidade social, política, desportiva e artística é passada em revista, em números cómicos e hilariantes.
Do elenco fazem parte Vanessa, FF, Filipa Cardoso, Filipe de Albuquerque, João Frizza, Bruna Andrade, Jonas Cardoso, além de oito bailarinos, dirigidos por Marco Mercier e também a música de Miguel Amorim e Miguel Camilo, a direção vocal de Tiago Isidro.
Vanessa esteve neste espetáculo de 27 de maio a 1 de agosto (2021), terminou a sua participação mais cedo para puder abraçar um novo desafio.

### Chicago
Depois de 197 representações e mais de 65 mil espectadores, Chicago regressa para a sua derradeira temporada com duas novas intérpretes nos papéis principais. Roxie Hart será interpretada por Inês Herédia e Velma Kelly por Vanessa Silva.
Passado nos loucos anos 20, Chicago conta-nos a história de duas rivais de vaudeville acusadas de assassínio. Velma, uma estrela de clubes noturnos, cumpre pena por ter matado o marido e a irmã, depois de os apanhar juntos; Roxie, uma ambiciosa corista, foi parar atrás das grades por matar o amante. Ambas, socorrem-se dos serviços de Mama Morton, a chefe das guardas prisionais, e do astuto advogado Billy Flynn, para criarem um frenesim mediático e prepararem o seu regresso em grande ao mundo do showbiz.
Chicago é um dos musicais com maior sucesso no mundo. Baseado numa peça de teatro com o mesmo nome, escrita pela repórter Maurine Dallas Watkins, o musical foi distinguido com 6 Prémios Tony e seis Óscares para a adaptação para cinema de Rob Marshall.
A produção original, coreografada por Bob Fosse, estreou-se na Broadway em 1975 e teve mais de 900 apresentações, tendo percorrido mais de 24 países e sendo interpretada em 12 línguas diferentes.
A terceira temporada estreou a 1 de setembro e termina a 30 de dezembro de 2021.
De Fred Ebb e Bob Fosse
Música John Kander
Encenação Diogo Infante
Tradução Ana Sampaio
Tradução de canções Rui Melo
Com Inês Herédia, Vanessa Silva, Miguel Raposo, José Raposo, Catarina Guerreiro, Ana Cloe, Carlota Carreira, Carolina Branco, Catarina Alves, Filipa Peraltinha, Leonor Rolla, Mariana Lencastre, David Bernardino, João Lopes, JP Costa, Pedro Gomes, Renato Nobre e Ricardo Lima
Direção musical e piano condutor Artur Guimarães
Músicos António Santos, André Jesus, Luís “Tom” Neiva, André Galvão, Carlos Borges, Paulo Alves, Vítor Faria, Ricardo Vitorino, João Carvalho, Artur Mendes e Jorge Pereira
Coreografia Rita Spider
Cenografia F. Ribeiro
Figurinos José António Tenente
Desenho de luz Paulo Sabino
Desenho de som Nelson Carvalho
Vídeo José Budha
Assistente de encenação Anna Sant’Ana
Assistente de guarda-roupa Romana Mussagy
Coprodução Teatro da Trindade INATEL e Força de Produção

## Royal Caribbean Cruises
Vanessa enviou o seu curriculum e alguns vídeos das suas actuações para a Royal (depois da insistência de um grande amigo) e a companhia ficou de imediato interessada na cantora, perceberam que estava ali um grande talento e contrataram-na de imediato, o processo foi todo tratado via internet. O primeiro mês e meio foi de ensaios em Miami, para depois protagonizar dois musicais no navio "Enchantment Of the Seas" (em Outubro de 2015) da companhia Royal Caribbean Cruises, uma das maiores empresas de cruzeiros do mundo. Nesta sua primeira aventura Vanessa esteve cerca de oito meses fora de Portugal, sendo que, o primeiro mês e meio foi de ensaios e depois seguiram-se seis meses a bordo do navio a fazer esses musicais num circuito pelas Caraíbas.
Todos os passageiros na recepção crítica ao espetáculo referiram o nome de Vanessa, tendo sido para estes uma agradável surpresa encontrar uma artista deste calibre, os responsáveis do navio gostaram tanto de Vanessa que a convidaram para voltar a ingressar em Setembro (2016) num novo navio "Brilliance Of the Seas" no qual ficou cerca de 6 meses e meio fora de Portugal.
Em Novembro de 2017 Vanessa volta a ser convidada a fazer parte de um navio desta empresa, ingressando pelo "Navigator Of the Seas", ficando agora 9 meses a bordo, contudo este navio fez algumas paragens (de horas) pelo nosso país.
A cantora regressa a Portugal em Agosto de 2018, porém o talento desta está cada vez mais a ganhar reconhecimento nesta empresa e é chamada para ingressar um novo navio, desta feita, "Explorer Of The Seas" em Outubro de 2018, sendo a paragem mais curta que fez no país, desde que em 2015 entrou para esta equipa, ficando agora na mais longa temporada fora do nosso país (cerca de 11 meses), regressou no mês de Agosto de 2019.

## Televisão
Participou em programas, a solo ou em grupo, tais como: "Chuva de Estrelas" (1998), com "Let It Rain" de Amanda Marshall (usando o nome Ana Silva), "Reis do Estúdio" (1997), com a banda Culto Oculto, com os seguintes temas: "A Festa dos abraços" (de Rita Guerra) e, "You Learn", também com o nome de Ana Silva.
Participou noutros programas, fazendo parte do elenco fixo de "Cantigas de Maldizer" (1995), de Teresa Guilherme. Além disso, participou no programa "Sábado à Noite" (2001), de Filipe La Féria e João Baião e integrou um grupo de fado. Participou também no programa de talentos da SIC "Cantigas de Rua" (1999). E foi durante 2 anos e meio cantora fixa no "Casino do Estoril" e participou na Gala dos 40 anos de Marco Paulo, exibida na RTP 1.

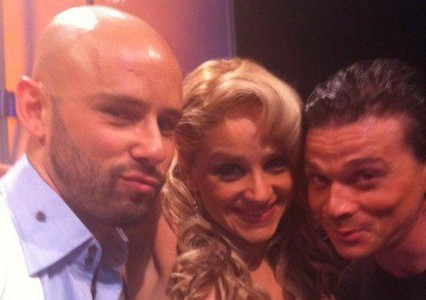
Vanessa ao lado dos outros músicos do Chamar a Música, da SIC

Participou no concurso Objectivo Rock In Rio-Lisboa fazendo parte da banda sonora com os temas "So Lost" e "Out Of Here".
Participou na novela Saber Amar em 2003. E fez parte da banda sonora de várias telenovelas da TVI e SIC, tais como: a telenovela Mistura Fina com o tema de abertura "Mistura Fina" e o tema "Out of Here", a telenovela New Wave com tema "Who You Are", a novela Celebridade com a música "Only Me", a telenovela Floribella com os temas "Olhos p'ra Mim" e "Caprichos", Sedução com o tema "A História Repete-se".
Em 2007, participou no coro do programa Família Superstar, um concurso de talento vocal com o objectivo de encontrar a dupla de familiares que cantasse melhor, transmitido na SIC. Vanessa apresentou-se em todas as galas como uma das quatro cantoras do chamado "Coro Superstar", juntamente com Ana Ferreira e Raquel Guerra, tendo interpretado diversas músicas internacionais, tais como "Listen" de Beyoncé Knowles, a 21 de Outubro de 2007, "Lady Marmalade" de Christina Aguilera, Mya, Pink, Lil' Kim e Missy Elliott, a 28 de Outubro de 2007, "Nowhere Fast" de Fire Inc, a 11 de Novembro de 2007 e "And I Am Telling You (I'm Not Going)" de Jennifer Holliday.
Em 2008, participou no programa "Chamar a Música - Especial de Natal", de Herman José, onde fez parte do coro ao lado de Ricardo Soler e Pedro Mimoso. E no ano de 2011, já com João Manzarra na condução do programa, voltou ao programa "Chamar a Música", deste fazendo parte do coro residente ao lado mais uma vez de Ricardo Soler e Sérgio Lucas (sendo que em dois programas Telmo Miranda, substituiu Ricardo Soler).
Em 2009, foi cantora residente no programa das manhãs da SIC, Fátima, dando voz a vários temas, porém foi no fado que a artista mais se destacou. Foi também cantora residente no programa "Companhia das Manhãs" da (SIC) em 2010.
Em 2012 volta à SIC, marcando presença no programa Querida Júlia para interpretar o novo hino da SIC "Crescemos Juntos", com letra de Augusto Madureira.
A cantora regressa à TVI, a 8 de Julho (2012), para integrar a terceira edição do programa "A Tua Cara Não Me É Estranha", este agora com a temática "Duetos", e é ao lado do seu colega de profissão FF que os dois acabam por vencer o programa.
A 26 de Março participa numa gala especial do 56º aniversário da RTP, intitulada "Portugal Sempre Ligado". Uma emissão em directo que aliou música, humor, memória e espectáculo sob a direcção artística de Filipe La Féria, num programa que reuniu os mais destacados talentos da apresentação, jornalismo e representação da televisão pública. No ano (2013) em que o Teatro Politeama comemora o seu centésimo aniversário, o palco foi pisado por nomes como João Baião, Marina Mota, em números surpreendentes onde homenagearam o melhor dos musicais da Broadway num espectáculo com as vozes de Vanessa, Henrique Feist, Rui Andrade, entre outros.

### A Tua Cara Não Me É Estranha - Duetos
Vanessa participa ao lado de FF na terceira edição do A Tua Cara Não Me É Estranha (TVI), que estreou a 8 de Julho de 2012 com a temática "Duetos".
Vencem a 3ª gala de A Tua Cara Não Me É Estranha Duetos, ao cantar «Cosas de La Vida» de Eros Ramazzotti (FF) e Tina Turner (Vanessa), tendo sido estes classificados em 1º lugar tanto pela votação do júri, como dos colegas e como do público. "A Vanessa é uma cantora extraordinária e o FF é o 'happening'", afirmou Luís Jardim após a atuação da dupla de cantores. Doaram o prémio aos Bombeiros de Tavira e à SOS Animal. Os cantores foram aplaudidos de pé pela plateia e júri pela sua interpretação que foi considerada uma imitação perfeita, a imitação foi muito elogiada pelo júri, do qual recebeu a pontuação máxima. Com essa actuação passaram à gala final que determinaria os grandes vencedores.
Vanessa e FF, não deixaram ninguém indiferente com a sua interpretação de Celine Dion e Andrea Bocelli, habituados a vestir personagens na sua profissão, os atores e cantores arrebataram. Os jurados levantaram-se para aplaudir FF e Vanessa no final da sua atuação, sendo que António Sala declarou emocionado “Deus vos abençoe. Parabéns”. Também José Carlos Pereira, que chorou copiosamente durante e após a interpretação de Vanessa e FF, disse entre lágrimas "Obrigado". O ator levou algum tempo para se recompor depois de ouvir "The Prayer" magistralmente interpretada por Vanessa e FF. Já o presidente do júri, Luís Jardim, afirmou "Estão num patamar completamente diferente da maioria dos cantores(..) isto, o que nós vimos aqui é o que eu chamaria uma obra de arte; Isto quem sabe, sabe. Quem canta assim…não há muita gente que cante assim no mundo inteiro. E estou a falar no mundo inteiro, se calhar 20 pessoas estão neste nível, e eu estou a incluir os grandes estrangeiros que nós admiramos (…) Estes dois são casos raros mundiais, o que nós vimos agora foi uma exibição extrordinária de canto!".
É então que, com esta interpretação, se consagram-se os grandes vencedores do programa A Tua Cara Não Me É Estranha Duetos, tendo sido os resultados das várias galas os seguintes:
|              | Galas      |            |            |            |            |            |            |            |            |            |            |            |
|              | 1ª         | 2ª         | 3ª         | Total      | Final      |            |            |            |            |            |            |            |
| Concorrentes | Resultados | Resultados | Resultados | Resultados | Resultados | Resultados | Resultados | Resultados | Resultados | Resultados | Resultados | Resultados |
| FF & Vanessa | 2º Lugar   | 2º Lugar   | 1º Lugar   | Finalistas | Vencedores |            |            |            |            |            |            |            |

Legenda:
| Interpretam Barcelona de Freddie Mercury (Vanessa) & Montserrat Caballé (FF) | Interpretam Endless Love de Luther Vandross (FF) & Mariah Carey (Vanessa) | Interpretam Cose Della Vita - Can't Stop Thinking of You de Eros Ramazzotti (FF) & Tina Turner (Vanessa) | Finalistas com 66 pontos |
| Interpretam "The Prayer" de Andrea Bocelli (FF) e Celine Dion (Vanessa)      |                                                                           | |                          |

Como é o próprio formato do programa televisivo, há sempre margem para críticas. Em relação a estas salientaram-se mais as críticas do júri. Luís Jardim, referindo-se à 3ª gala, refere:"as pessoas votam no tema com o qual se identificam. Acho que aconteceu isso nas últimas duas semanas. No entanto, a Vanessa fez uma grande Tina Turner e a Luciana não fez um bom George Michael (…) A Vanessa canta todas as noites, faz programas de televisão, acompanha cantores… ou seja, tem um técnica e usa-a permanentemente".  Já António Sala refere que A Vanessa é um fenómeno extraordinário, está a demonstrar, não só, que é uma cantora cheia de potencialidades mas que é uma grande actriz.
Quanto à opinião dos colegas, esta foi unânime. FF salienta: Admiro-a muito! A Vanessa é uma das melhores vozes do País e revelou-se uma actriz extraordinária. Daniela Pimenta aponta Vanessa como uma referência musical: "A Vanessa está no mundo do espetáculo a mais tempo que eu e eu sempre a tive como referência, ela é a minha diva".
Voltou na 7ª gala da 3ª edição do programa, desta feita, como convidada especial, juntamente com Ricardo Soler, interpretaram o tema "SCREAM" de Janet Jackson e Michael Jackson.
Ainda na 3ª edição do programa, Vanessa regressa, como convidada especial, acompanhada por Toy, juntos interpretaram o tema "Up Where We Belong" de Jennifer Warnes e Joe Cocker.

### A Tua Cara Não Me É Estranha - Kids
A Tua Cara Não Me É Estranha, regressou à TVI, com um novo formato "Kids", 8 crianças vão ser acompanhadas por um mentor.
Os dois primeiros programas (9 de Fevereiro e 16 de Fevereiro 2014), são uma espécie de casting em directo, de onde saem 8 crianças finalistas (4 em cada programa). Serão escolhidos pelos mentores (Vanessa, FF, Ricardo Soler, Toy, Wanda Stuart, Mico da Câmara Pereira, Diana Monteiro e Romana), pelo júri (Alexandra Lencastre, José Carlos Pereira, António Sala e Luís Jardim) e, claro, pelo público.
Só na terceira semana (dia 23 Fevereiro 2014) o elenco fica completo e aí, sim, as crianças já vão cantar com o seu mentor.
A abertura da primeira gala do programa coube à dupla vencedora da edição duetos, Vanessa & FF, que interpretaram Beyonce e Prince, respectivamente.
|                       | Galas                 |                       |            |            |            |            |            |            |            |            |            |            |
|                       | 1ª                    | 2ª                    | 3ª         | 4ª         | 5ª         | 6ª         | 7ª         | 8ª         | 9ª         | 10ª        | Total      | Final      |
| Concorrentes          | Resultados            | Resultados            | Resultados | Resultados | Resultados | Resultados | Resultados | Resultados | Resultados | Resultados | Resultados | Resultados |
| Vanessa & Rui Pereira | Escolha de 4 crianças | Escolha de 4 crianças | 4º Lugar   | 5º Lugar   | 2º Lugar   | 4º Lugar   | 6º Lugar   | 2º Lugar   | 4º Lugar   | 3º Lugar   | Finalistas | 2ºLugar    |

Legenda:
| Dueto com FF – Beyonce & Prince - Purple Rain, Kiss, Love On Top                                    | Não actuou                                                                                               | Interpretam "Broken Strings" de James Morrison (Rui Pereira) & Nelly Furtado (Vanessa)                                                         | Interpretam "La Tortura" de Alejandro Sanz (Rui Pereira) & Shakira (Vanessa)             |
| Interpretam "The Way You Make Me Feel" de Michael Jackson (Rui Pereira) & Britney Spears (Vanessa). | Interpretaram "Moves Like Jagger" de Adam Levine - Maroon 5 (Rui Pereira) & Christina Aguilera (Vanessa) | Interpretam "Umbrella" de Rihanna (Vanessa) & Chris Brown (Rui Pereira)                                                                        | Interpretam "A Bela e o Monstro" de Rita Guerra (Vanessa) & Ricardo Afonso (Rui Pereira) |
| Rui Interpretou "Ain't No Other Man" de Christina Aguilera                                          | Interpretam "Don't Stop Believin'" de Lea Michele (Vanessa) & Steve Perry (Rui Pereira)                  | Rui Interpretou "The Show Must Go On" de Freddie Mercury & Interpretaram "Bohemian Rhapsody" de Freddie Mercury (Rui Pereira) & Pink (Vanessa) |                                                                                          |

### Enquanto Houver Santo António
"Enquanto houver Santo António" é um espetáculo original de Filipe La Féria que revisita, num formato de revista-musical, a fabulosa história das Marchas de Lisboa desde a sua origem, que remonta ao século XVIII, até ao atual figurino criado em 1932 por Leitão de Barros e que se popularizou por todos os bairros, tornando-se numa das mais antigas e apreciadas tradições da cidade de Lisboa que se difundiu não só no Porto, com o São João, como em todas as regiões do nosso País.
O espetáculo articula as mais belas canções das Marchas de cada bairro de Lisboa, com sketches de humor, onde surgirão os figurões dos bairros, vendedores de manjericos, pregões, varinas, noivas de Santo António, com um cunho eminentemente popular.
Numa grande produção, Filipe La Féria conta com um elenco de grandes nomes como Simone de Oliveira, Marina Mota, Joaquim Monchique, José Raposo, Alexandra, Lenita Gentil, Maria Armanda, Anabela, Ricardo Ribeiro, FF, Vanessa, Wanda Stuart, Filipa Cardoso, João Frizza, Sara Madeira, Filipe de Albuquerque, Filipa Azevedo e Salvador Pires e ainda com uma orquestra de oito elementos, dirigida por Miguel Amorim e Miguel Camilo.
Este espetáculo foi exibido pela RTP a 12 de junho de 2020.

### 100 Amália
O espetáculo "100 Amália" é mais que uma homenagem, é uma nova visão do legado de Amália Rodrigues, no momento em que se assinala o centenário do seu nascimento, que revela a herança de Amália às novas gerações. "100 Amália" é um musical que nos leva a uma reunião com Amália e os grandes poetas que compuseram os seus mais significativos fados, como Pedro Homem de Mello, David Mourão Ferreira, Natália Correia, Alexandre O´Neill, José Carlos Ary dos Santos, o poeta brasileiro Vinícius de Moraes e os compositores Frederico Valério, Alberto Janes e Alain Oulman. La Féria teatralizou um concílio de poetas com Amália numa distante noite de Lisboa.
Mas "100 Amália" também trará as novas vozes e formas do Fado com um elenco de magníficos intérpretes, como Alexandra, Cidália Moreira, Lenita Gentil, Anabela, Vanessa, Filipa Cardoso, FF, Gonçalo Salgueiro e Beatriz Felício, além dos atores Carlos Quintas, Vítor de Sousa, Nuno Guerreiro, Fernando Gomes, Paula Fonseca, Tiago Diogo, João Frizza, Cláudia Soares, Rosa Areia, o ator brasileiro Marco de Góis e Fafá de Belém. Um musical emocionante e de homenagem à diva do Fado, num espetáculo original de Filipe la Féria com uma orquestra dirigida por Mário Rui Teixeira e Jorge Fernando.
No dia em que se assinalam 21 anos sobre a morte de Amália Rodrigues (6 de outubro 2020), a RTP1 emitiu um espetáculo original de Filipe La Féria em homenagem à diva do Fado.

### All Together Now
All Together Now foi um talent show musical português transmitido pela TVI, apresentado por Cristina Ferreira. Estreou no dia 7 de março de 2021. As emissões foram gravadas na Sala Tejo da Altice Arena.
Em cada episódio, vários concorrentes, a solo ou em grupo, subiram ao palco perante um painel de 100 jurados, presidido por Gisela João. Depois de trinta segundos de atuação, cada membro do júri podia votar no concorrente, premindo um botão. Os concorrentes obtinham uma pontuação de 0 a 100, consoante o número de jurados que tivesse votado na atuação.
Os jurados eram especialistas em música e artistas de todo o país. Eles foram lançados para incluir uma gama diversificada de idades, origens e gêneros, incluindo pop, rock, soul, jazz, musicais e clássicos.
Vanessa foi jurada residente do programa e no dia 21 março fez a abertura do programa, juntamente com Ricardo Soler, Diana Lucas e Dianna, onde cantaram o tema And I Am Telling You.

### Big Brother Famosos 2022 - 2ª Edição
Em fevereiro de 2022 integra o leque de concorrentes do reality show.

### Televisão
| Ano  | Projeto                               | Papel       | Notas                   | Canal |
| ---- | ------------------------------------- | ----------- | ----------------------- | ----- |
| 1995 | Cantigas de Maldizer                  | Ela Própria | Elenco Fixo             | SIC   |
| 1998 | Chuva de Estrelas                     | Ela Própria | Concorrente             | SIC   |
| 1999 | Cantigas da Rua                       | Ela Própria | Concorrente             | SIC   |
| 2001 | Sábado à Noite                        | Ela Própria | Cantora Residente       | RTP1  |
| 2002 | Academia de Estrelas                  | Ela Própria | Concorrente             | TVI   |
| 2003 | Saber Amar                            | Band Girl   | Elenco Adicional        | TVI   |
| 2007 | Família Superstar                     | Ela Própria | Coro Superstar          | SIC   |
| 2007 | Festival RTP da Canção 2007           | Ela Própria | Concorrente             | RTP1  |
| 2008 | Festival RTP da Canção 2008           | Ela Própria | Concorrente             | RTP1  |
| 2009 | Fátima                                | Ela Própria | Coro Residente          | SIC   |
| 2010 | Festival RTP da Canção 2010           | Ela Própria | Concorrente             | RTP1  |
| 2010 | Companhia das Manhãs                  | Ela Própria | Coro Residente          | SIC   |
| 2011 | Chamar a Música                       | Ela Própria | Coro Residente          | SIC   |
| 2012 | A Tua Cara Não Me É Estranha - Duetos | Ela Própria | Concorrente (Vencedora) | TVI   |
| 2014 | A Tua Cara Não Me É Estranha: Kids    | Ela Própria | Mentora                 | TVI   |
| 2021 | All Together Now                      | Ela Própria | Jurada                  | TVI   |
| 2022 | Big Brother Famosos 2022 - 2.ª edição | Ela Própria | Concorrente             | TVI   |
| 2023 | Estrelas ao Sábado                    | Ela Própria | Jurada Convidada        | RTP1  |
| 2023 | Estrelas ao Sábado                    | Ela Própria | Jurada Substituta       | RTP1  |

## Colaborações

### Diego Miranda - Speed

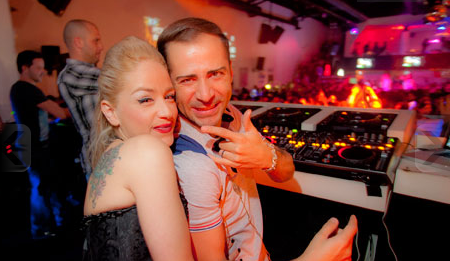
Vanessa e Diego Miranda no lançamento do videoclipe de "Speed"

No dia 20 de Novembro de 2010 é dado a conhecer o tema "Speed", composto por Vanessa com a participação do DJ Diego Miranda. E é no dia 5 de Março de 2011 que é apresentado oficialmente o videoclipe deste tema na discoteca RS Dreams. "Speed" conseguiu atingir as 31943 visualizações em menos de dois meses e chegou ao 7º lugar no TOP 10 MTV. Vanessa tem vindo a compor diversos temas para Diego Miranda, sendo que co-escreveu a letra "Ibiza for Dreams" de Liliana Almeida e Diego. Segundo Liliana a letra da canção foi escrita quando vinham da praia, em Albufeira.

### João Portugal - A Outra Metade & Onde Estás
Vanessa fez dois duetos com o cantor João Portugal, um para o álbum "A Outra Metade" de uma música com o mesmo nome. E outro dueto da música "Onde Estás" para o álbum "O Melhor de João Portugal".

### T.T. - Lisboa Menina e Moça
Também fez um dueto com TT (cantor) na música "Lisboa Menina e Moça" em 2010, aquando da reedição do álbum "Mais que uma razão" do cantor.

### Henrique Feist - Além do Sonho
Juntou-se também a Henrique Feist num dueto para a música "Além do Sonho", com a qual concorreram ao Festival da Canção de 2007.

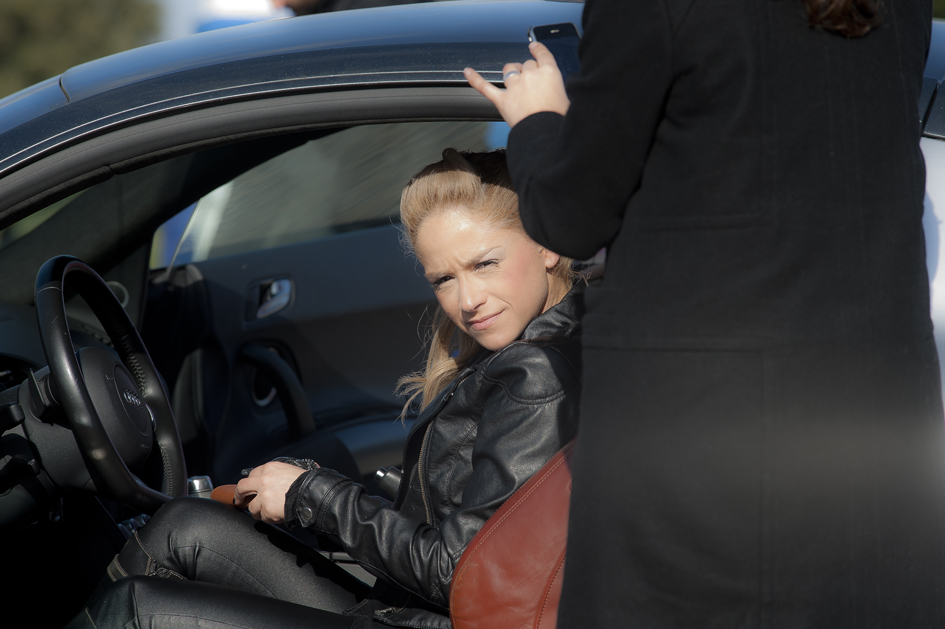
Vanessa no videoclipe de Speed

### Nuno Feist - Vários
Foram vários os duetos que Vanessa fez com o pianista Nuno Feist para quase todos os programa de televisão em que a artista foi convidada, fora da televisão destacam-se nos dias 5 e 19 de Dezembro (de 2011), um dueto a convite de Nuno Feist em que Vanessa marcou presença no Café/Restaurante/Bar VINYL (em Alcântara) para um concerto a Piano & Voz, muito intimista, com praticamente duas horas de duração cada um. E no dia 6 de Março de 2012 um concerto solidário, mais uma vez com o maestro Nuno Feist, para uma iniciativa da ESTeSL do Instituto Politécnico de Lisboa, da qual os lucros revertem para associação nacional de soliedariedade social Mão Amiga.
No 31º Aniversário da discoteca Trumps (19 de Abril de 2012), Vanessa num concerto restrito "Vanessa in concert com Henrique Feist e Nuno Feist", empresta a voz num dueto com os irmãos Nuno e Henrique Feist.

### FF - A Tua Cara Não Me é Estranha - Duetos
A 8 de Julho (2011), Vanessa regressou à TVI, no programa "A Tua Cara Não Me É Estranha", com a nova temática "DUETOS" e foi ao lado do seu colega de profissão F.F. que Vanessa voltou uma vez mais a surpreender, acabando por vencer o programa com F.F. Onde no último programa (que os consagrou vencedores) conseguiram a pontuação máxima por parte de todos os jurados, bem como tiveram a preferência do público, conseguindo mais de 60% de votos.

### Rui Pereira - A Tua Cara Não Me é Estranha - Kids
A Tua Cara Não Me É Estranha, regressou à TVI, com um novo formato "Kids", 8 crianças vão ser acompanhadas por um mentor.
Os dois primeiros programas (9 de Fevereiro e 16 de Fevereiro 2014), são uma espécie de casting em directo, de onde saem 8 crianças finalistas (4 em cada programa). Serão escolhidos pelos mentores (Vanessa, FF, Ricardo Soler, Toy, Wanda Stuart, Mico da Câmara Pereira, Diana Monteiro e Romana), pelo júri (Alexandra Lencastre, José Carlos Pereira, António Sala e Luís Jardim) e, claro, pelo público. Só na terceira semana (dia 23 Fevereiro 2014) o elenco fica completo e aí, sim, as crianças já vão cantar com o seu mentor.
A Vanessa o "Kid" que lhe calhou em sorte foi Rui Pereira.

### Bryan Adams - When You're Gone
Participa num dueto com Bryan Adams, com o tema "When You're Gone", no Rock in Rio Lisboa a 2 de Junho de 2012.
No Rock in Rio Lisboa 2012, sem contar foi convidada por Bryan Adams para cantar em dueto, o tema "When You're Gone". Ao que parece a cantora e atriz esteve à altura a julgar pela ovação de milhares de espectadores, deixou também o cantor visivelmente surpreendido pela brilhante prestação da cantora.
Emocionada, Vanessa confessou ser fã do cantor e, que apesar de já estar habituada às luzes da ribalta não esperava um palco desta dimensão, principalmente numa noite para a qual só se preparou enquanto espectadora. Bryan Adams perguntou a Vanessa Silva o seu nome completo e onde poderia ver vídeos das suas interpretações. Além disso perguntou pelos seus amigos, entregando à cantora a palheta com a qual tocou guitarra durante o tema que cantaram juntos.

### David Antunes - "Não Te Quero Mais" & "És o meu final feliz"
É também desde 2012 convidada especial nos concertos realizados por David Antunes & the midnight band, banda residente do programa 5 para a meia-noite (às quintas). Vanessa e David Antunes gravaram em Dezembro de 2013 um cover do tema "Have Yourself a Merry Little Christmas". Lançaram um tema original no dia 14 de Fevereiro (2014) "Não Te Quero Mais", um tema pop/rock, que fez furor nas redes sociais, com centenas de partilhas, em 3 dias o videoclipe atingiu as 50 000 visualizações no Youtube. A canção ficou disponível em várias plataformas digitais e em 5 dias no Itunes na tabela geral a canção atingiu o 1º lugar e e também atingiu o 1º lugar na tabela rock.
2 meses depois do lançamento "Não Te quero Mais" continuou a fazer sucesso, desta feita, pela europa, o tema encontra-se em 65º lugar, no TOP 100 Europeu.
O tema teve uma aceitação tão boa por parte do público nas plataformas digitais e essencialmente nos concertos de Verão de David Antunes, onde Vanessa foi por diversas vezes convidada especial, que os dois cantores decidiram fazer a continuação da história, sendo que o 2º single foi lançado de dia 4 para 5 de Setembro (2014), no programa 5 para a meia-noite, apresentado por Pedro Fernandes e tem como título "És o meu final feliz", uma bonita balada de amor, fazendo lembrar os contos infantis. E em menos de 24 horas do lançamento do tema no Itunes, a canção conseguiu atingir o 1ºlugar da tabela. O videoclipe de "És o meu final feliz" atingiu as 20.000 visualizações no Youtube (também em menos de 24horas) e conseguiu alcançar o 5º lugar nos vídeos de música mais vistos do Youtube.
Em três dias atingiu, 100.000 visualizações no Youtube; o 1º lugar na tabela de vendas POP do Itunes e conseguiu o Top10 "Trends" (vídeos mais procurados) em Portugal (na semana de lançamento).

## Anastacia Idol
O maior nervosismo foi estar com a Anastacia. Quanto ao público, quanto mais melhor! Quando a Anastacia disse que era eu a viajar com ela para a Roménia, perguntei-lhe: 'Você está  a gozar comigo?'

Vanessa numa entrevista para a TVGuia.
Em 2004, durante a tour de Anastacia ("Live At Last"), a cantora norte-americana lançou uma competição para apurar qual a melhor cantora de entre todos os concorrentes de todo o mundo. A vencedora receberia como prémio a oportunidade de realizar um dueto com Anastacia e ainda um papel de figurante no videoclipe "Heavy on my Heart".
Uma vez que a tour de Anastacia terminou exactamente em Lisboa, a cantora escolheu anunciar o vencedor da competição perante uma audiência de 17 mil pessoas. Com as emoções à solta, Anastacia sagrou Vanessa Silva como vencedora do concurso internacional, atribuindo-lhe um passaporte para a Roménia, onde ambas gravaram o videoclipe. Vanessa Silva ganhou o Anastacia Idol Competition após ter cantado a música "One Day In Your Life" contra todos os restantes concorrentes.
Anastacia foi convidada especial dos Globos de Ouro (2014) e 10 anos depois voltou a cruzar-se com Vanessa, em entrevista ao "Cotonete TV" a cantora fez questão de falar sobre este encontro dizendo o seguinte:
"Em 2004, dois meses antes do meu concerto em Lisboa, fiz um passatempo divertido para os fãs no qual eles podiam cantar ao palco e cantar 'One Day In Your Life'.
Eram dois fãs, cada um cantava uma parte do refrão e o público decidia qual das duas actuações gostava mais.
No final, uma rapariga extraordinária chamada Vanessa foi a vencedora do concurso e apareceu no meu vídeo 'Heavy On My Heart' (...). Dez anos depois esta rapariga parece uma princesa e tem estado a trabalhar tanto nesta área, a representar e a cantar, e eu olho para ela como uma mãe orgulhosa. Tweetei fotografias com a Vanessa e foi muito bom vê-la".

## Rock in Rio
No Rock in Rio Lisboa 2012, Bryan Adams pediu um voluntário das 74 mil pessoas que estavam a assistir para cantar em dueto o tema "When You're Gone". Bryan selecionou três pessoas e pediu ao público que aplaudisse quem eles queriam que cantasse com ele, os aplausos mais fortes foram para Vanessa, subindo assim ao palco para cantar com Bryan.
E ao que parece a cantora e actriz esteve à altura a julgar pela ovação de milhares de espetadores.
Emocionada, Vanessa confessou ser fã do cantor e, que apesar de já estar habituada às luzes da ribalta não esperava um palco desta dimensão, principalmente numa noite para a qual só se preparou enquanto espectadora. Bryan Adams perguntou a Vanessa Silva o seu nome completo e onde poderia ver vídeos das suas interpretações. Além disso perguntou pelos seus amigos, entregando à cantora a palheta com a qual tocou guitarra durante o tema que cantaram juntos.
Na verdade, Vanessa quase não conseguiu ir ao concerto por estar a ensaiar o seu novo papel na peça Uma Noite em Casa de Amália, de Filipe La Féria, apesar de ter saido mais cedo dos ensaios ainda foi actuar na discoteca Trumps. No entanto, a cantora conseguiu chegar a tempo de ser o maior orgulho português, sendo que a determinada altura a pergunta que se impunha era: mas quem é que é aquele senhor de guitarra ao lado da Vanessa?.
Houve quem achasse que o dueto tinha sido combinado, Vanessa sempre afirmou que não, e que para quem o considera torna-se um privilégio porque no meio de tanta cantora em Portugal teria sido ela a escolhida. Contudo, um facto é que a cantora não estava maquilhada em cima do palco e também não sabia bem a letra da canção.

## Festival da Canção

### Festivais da Canção

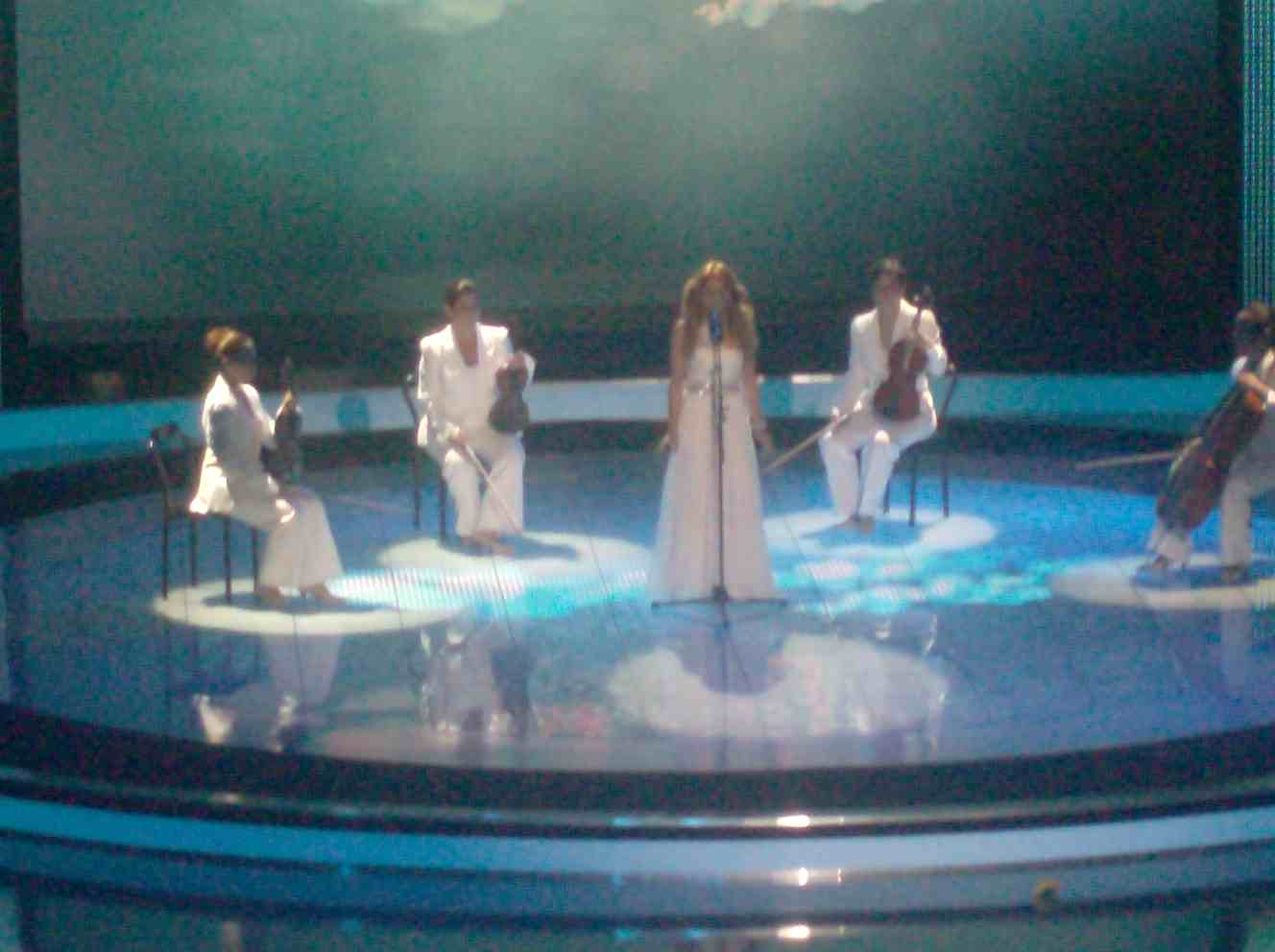
Vanessa no Festival da Canção 2010

Participou três vezes no Festival RTP da Canção. Em 2007 participou no Festival da Canção juntamente com Henrique Feist, com a balada "Além do sonho", com música de Nuno Feist e letra de Nuno Marques da Silva, obtendo o 3º lugar. No ano seguinte, em 2008, participou também no festival, desta vez a solo, sendo o autor da música e da letra os mesmos de "Além do sonho", que deram nesse ano vida à balada "Do outro lado da vida", tendo ficado seleccionada em 7º lugar.
Como não conquistou o primeiro lugar nas duas participações, Vanessa não voltou a concorrer. Face a isto foi criada uma petição online.
Perante o número de assinantes que elegeram Vanessa como a melhor candidata a representar Portugal, a cantora acabou por ceder e entrou mais uma vez no Festival Canção no ano de 2010, com algumas modificações introduzidas pela RTP, canal estatal responsável pelo programa no País.
Vanessa concorreu com a música "Alvorada", reunindo a mesma equipa de músico/letrista responsável pelas suas músicas anteriores (o maestro Nuno Feist e o letrista Nuno Marques da Silva). Vanessa apresentou a música por completo no dia 2 de Março de 2010, tendo sido uma dos seis artistas seleccionados para disputar a final. A 4 de Março ocorreu a segunda semifinal, onde a apresentadora da RTP anunciou finalmente a selecção da música nº 12, "Alvorada", como finalista do concurso musical.
A 6 de Março de 2010, novamente na sala de espectáculos do Campo Pequeno, disputou-se a Final onde se decidiu qual dos doze candidatos iriam representar Portugal no Eurovision Song Contest 2010, em Oslo, Noruega. Vanessa acabou por alcançar o 3º lugar.
| Festival da Canção | Canção Candidata        | Posição Obtida |
| ------------------ | ----------------------- | -------------- |
| 2007               | "Além do sonho"         | 3º lugar       |
| 2008               | "Do outro lado da vida" | 7º lugar       |
| 2010               | "Alvorada"              | 3º lugar       |

### Além do Sonho
Além do Sonho é o nome da canção que Vanessa levou ao Festival RTP da Canção 2007 em dueto com Henrique Feist. A letra foi escrita por Nuno Marques da Silva e a música por Nuno Feist.

### Do Outro Lado da Vida
Do Outro Lado da Vida é o nome da canção que Vanessa levou ao Festival RTP da Canção 2008. Segundo a própria cantora, esta canção, fala de um amor que já foi e da revolta que ficou. A letra foi escrita por Nuno Marques da Silva e a música por Nuno Feist.

### Alvorada
Alvorada (canção) é o nome da canção que Vanessa levou ao Festival RTP da Canção 2010. Segundo a própria cantora, esta canção, tal como a maioria das suas músicas, fala de Amor. A letra foi escrita por Nuno Marques da Silva e a música por Nuno Feist. Uma curiosidade relacionada com esta canção tem a ver com o facto de fazer referência a "Do Outro Lado da Vida", canção com a qual Vanessa concorreu ao Festival da Canção no ano de 2008 e à música "Além do sonho" com a qual Vanessa concorreu também ao festival da canção de 2007, em "Alvorada" podemos ouvir "Sorri de novo na mesma avenida, Em que um dia fui o outro lado da vida" e "Nas asas de um sonho ele por mim chamou"  :
Foi considerada como cantora um caso raro mundial, tendo Luís Jardim afirmado que não há muita gente que cante assim no mundo inteiro.

## Discografia
Compilações
- Papel Principal [2002] - Academia de Estrelas
- Out of Here - Mistura Fina banda sonora
- Who You Are / Waste of Time / So Lost - Malhação banda sonora
- Only Me - Celebridade (telenovela) banda sonora
- So Lost / Out Of Here [2004] - Objectivo Rock In Rio
- Only Me (Moving Ahead) [2005] - "Deep Feelings Moments In Love"
- Olhos p'ra Mim - Floribella (Portugal) CD1  banda sonora
- Caprichos - Floribella (Portugal) CD2  banda sonora
- Eu Vou Fugir - Morangos com Açúcar 2
- Triângulo - O Teu Olhar (Telenovela) banda sonora
- A História Repete-se - Sedução (telenovela)  banda sonora

Colaborações
- A Outra Metade - dueto com João Portugal - álbum "A Outra Metade"
- Onde Estás - dueto com João Portugal - álbum "O Melhor de João Portugal"
- Lisboa Menina e Moça [2010] - dueto com TT (cantor) - reedição do álbum "Mais que uma razão"
- Every Night [2010] - dueto com Liliana Almeida - CD Discoteca Trumps
- Speed for Life [2010] - com Diego Miranda
- Não Te Quero Mais [2014] - com David Antunes

## Discoteca Trumps
Desde 2007 que Vanessa tem vindo a ser cantora residente na discoteca lisboeta Trumps. Aqui tem vindo a apresentar diversos tipos de espetáculo como artista de performance e também shows do tipo burlesco, juntamente com um grupo. Vanessa veio substituir a sua colega de profissão Paula Sá nos espectáculos semanais da discoteca. Estrelou em vários shows na Trumps, tais como:
| Ano  | Espectáculos         | Ano  | Espectáculos    | Ano  | Espectáculos | Ano  | Espectáculos     |
| ---- | -------------------- | ---- | --------------- | ---- | ------------ | ---- | ---------------- |
| 2007 | Cabaret              | 2009 | Fever           | 2011 | Veneno       | 2012 | Fade In          |
| 2007 | Madonna              | 2009 | Pop Battle      | 2011 | BEST         | 2013 | Once Upon a Time |
| 2007 | Midnight Musicals    | 2009 | Christalicious  | 2011 | La Bohème    | 2013 | Mash Up          |
| 2007 | Sensual Fusion       | 2010 | Heartless       | 2011 | T.G.I.X.     | 2013 | Tasty            |
| 2007 | Beautiful Nightmares | 2010 | Sex Therapy     | 2011 | Love Sex Pop | 2013 | The Cage         |
| 2008 | CineTrumps           | 2010 | Wonderland      | 2012 | the OFFICE   | 2014 | Cabaret da Tixa  |
| 2009 | Back to Basics       | 2010 | Insomnia        | 2012 | OOPS!        | 2014 | Twerk For Xmas   |
| 2009 | Seven                | 2010 | Christmas Dream | 2012 | Freak        |      |                  |

## Percurso

### Teatro
- 2002 - Esta Vida é uma Cantiga
- 2008 - High School Musical
- 2008 - É o Fim da Macacada (nos EUA)
- 2008 - Fame (protagonista), no Teatro Tivoli (Outubro de 2008 a Janeiro de 2009)
- 2009 - Agarra Que é Honesto, no Parque Mayer (Outubro de 2009 a Junho de 2010)
- 2010 - Vai de Em@il a Pior, no Parque Mayer onde é 2.ª figura feminina (Outubro de 2010 - Maio de 2011)
- 2010 - A Magia dos Musicais
- 2011 - O Melhor de La Féria (Novembro)
- 2012 - Judy Garland - O Fim do Arco-Íris (Janeiro a Maio)
- 2012 - "Grandes Musicais" (interpretações de "Os Miseráveis", "Chess", "O Fantasma da Ópera" e "Miss Saigon")
- 2012 - Uma Noite em Casa de Amália
- 2012 - Participação especial no musical Peter Pan
- 2013 - Grande Revista à Portuguesa
- 2014 - 74.14
- 2014 - Auto da Índia e Auto da Barca do Inferno
- 2017 - Let The Sunshine In
- 2019 - Pecado
- 2021 - Espero Por Ti no Politeama
- 2021 - Chicago

### Televisão
- 1995 - Cantigas de Maldizer
- 1997 - Reis do Estúdio
- 1998 - 3.º lugar no programa Chuva de Estrelas com "Let It Rain" de Amanda Marshall
- 1999 - Cantigas de Rua, na SIC
- 2001 - Sábado à Noite, na RTP
- 2003 - 3.º lugar no talent show Academia de Estrelas, na TVI
- 2003 - Participação na novela Saber Amar em 2003
- 2005 - Cantora residente no programa Fátima, na SIC
- 2007 - 3.º lugar no Festival RTP da Canção 2007 com a música "Além do Sonho" (Março)
- 2008 - 7.º lugar no Festival RTP da Canção 2008 com a música "Do Outro Lado da Vida" (Março)
- 2008 - Cantora no programa Chamar a Música, na SIC
- 2009 - Cantora residente no programa Família Superstar (Setembro)
- 2009 - Cantora residente no programa Companhia das Manhãs, na SIC
- 2010 - 3.º lugar no Festival RTP da Canção 2010 com a música "Alvorada" (Março)
- 2011 - Cantora no programa Chamar a Música, na SIC
- 2012 - 1.º lugar no programa A Tua Cara Não Me É Estranha: Duetos com FF, na TVI
- 2014 - 2.º lugar no programa A Tua Cara Não Me É Estranha: Kids com Rui Pereira, na TVI
- 2020 - Enquanto Houver Santo António
- 2020 - 100 Amália
- 2021 - Jurada do talent show All Together Now, na TVI
- 2022 - Concorrente do Big Brother Famosos 2022 - 2ª Edição, na TVI
- (----) - Cantora fixa do Casino Estoril (durante dois anos e meio)
- 2004 - Vencedora do concurso internacional Anastacia Idol (Outubro)
- 2007 - Cantora residente na discoteca Trumps (2007 até 2014)
- 2012 - Participação em dueto com Bryan Adams, com o tema "When You're Gone", no Rock in Rio Lisboa no dia 2 de Junho de 2012.
- 2012 - E Galardoada pela revista Eles e Elas com o prémio "Estátua da Verdade"
- 2014 - Jurada e embaixadora do projecto "Heróis da Fruta".

## Galeria

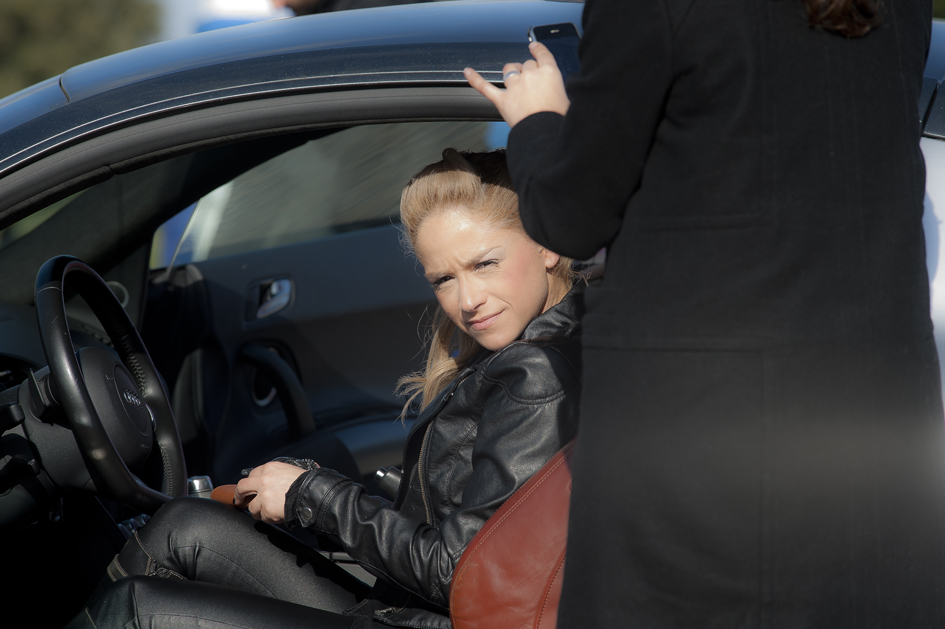
Vanessa durante as gravações do videoclipe de "Speed" com o DJ Diego Miranda.
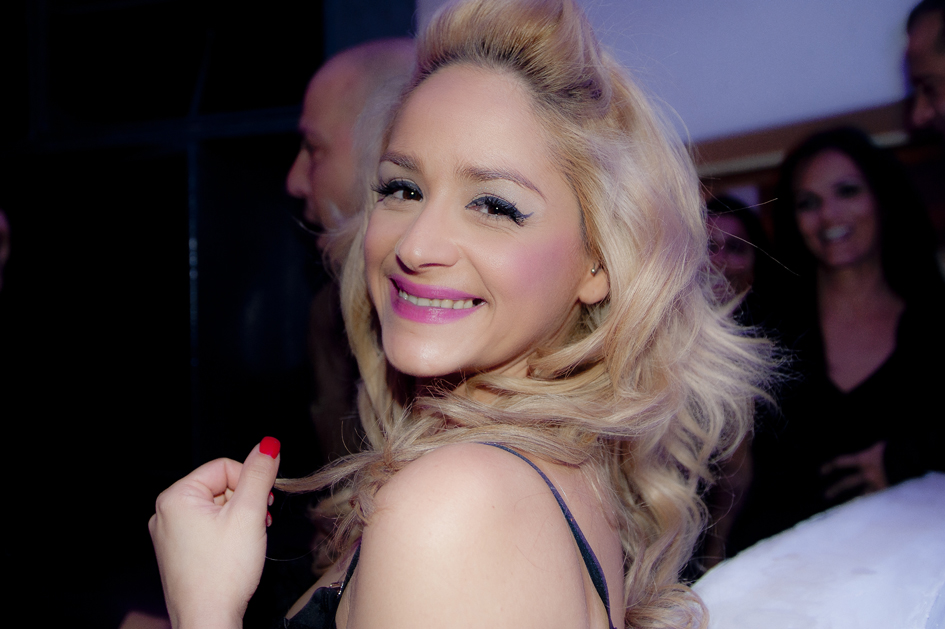
Vanessa durante o lançamento do videoclipe de "Speed".
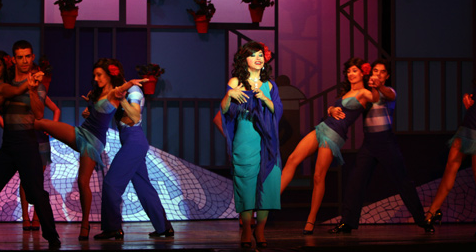
Vanessa na Revista Vai de Em@il a Pior, 2010.
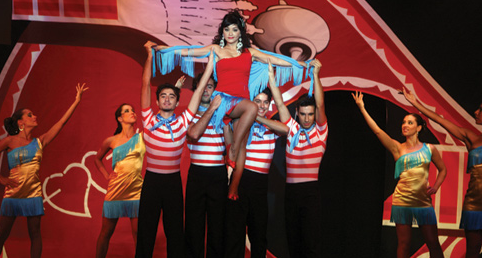
Vanessa na Revista Agarra que é Honesto, 2009.
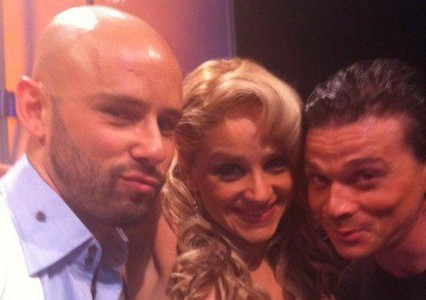
Vanessa ao lado de Ricardo Soler e Pedro Mimoso, no programa Chamar a Música.
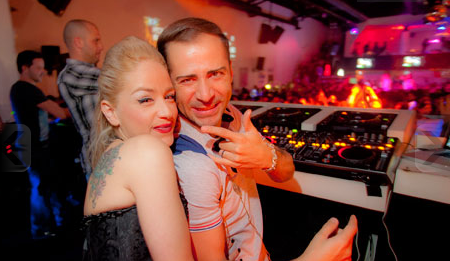
Vanessa no Portugal Night no lançamento de "Speed".
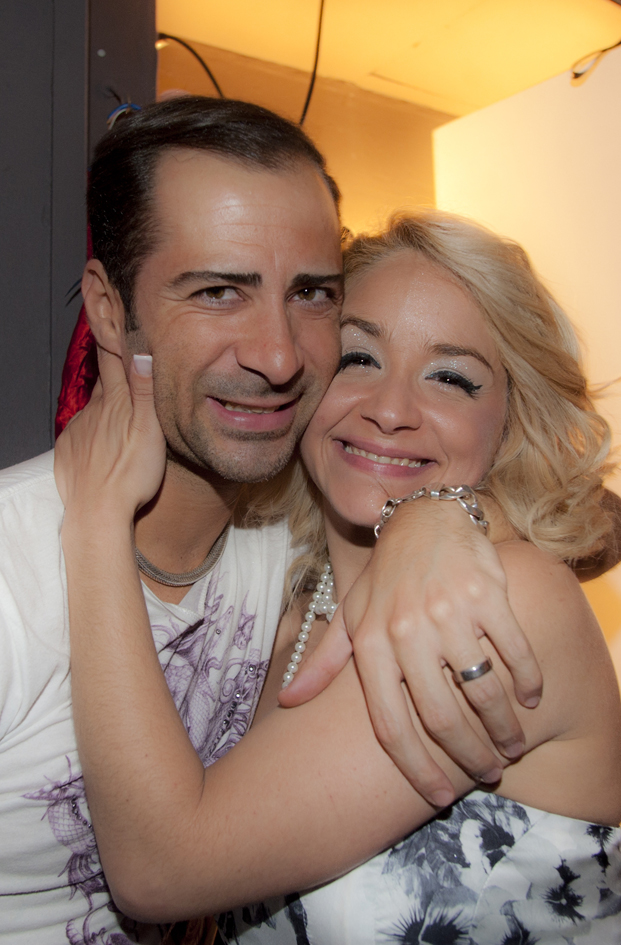
Vanessa ao lado de Diego Miranda.